# Парламентские выборы в Сальвадоре (1958)
Парламентские выборы в Сальвадоре проходили 23 марта 1958 года. Революционная партия демократической унификации получила все 54 места парламента после того, как кандидаты оппозиции отказались участвовать в выборах.

## Результаты
| Партия                                          | Голоса  | %   | Места | +/- |
| ----------------------------------------------- | ------- | --- | ----- | --- |
| Революционная партия демократической унификации | 450 000 | 100 | 54    | 0   |
| Недействительных/пустых бюллетеней              |         | -   | -     | -   |
| Всего                                           | 450,000 | 100 | 54    | 0   |
| Источник: Nohlen                                |         |     |       |     |